# Xenoplatyura freidbergi
Xenoplatyura freidbergi är en tvåvingeart som beskrevs av Chandler 1994. Xenoplatyura freidbergi ingår i släktet Xenoplatyura och familjen platthornsmyggor.
Artens utbredningsområde är Israel. Inga underarter finns listade i Catalogue of Life.